# دمشق (شهرستان گوردون، جورجیا)
دمشق (به انگلیسی: Damascus) یک منطقهٔ مسکونی در ایالات متحده آمریکا است که در شهرستان گوردون، جورجیا واقع شده‌است. دمشق ۲۱۶٫۱۱ متر بالاتر از سطح دریا واقع شده‌است.